# Gertrude Page
Gertrude Eliza Page (Erdington, 1872-Umvukwes, 1922) era una escritora Rodesia.
Educada en la Bedford High School, en Bedford High; al casarse con Alec Dobbin en 1902, se mudó con él a Rodesia.

## Obra seleccionada
- Love in the Wilderness The Story of Another African Farm, 1907
- Paddy the Next Best Thing, 1908
- The Edge o' Beyond, 1908
- Silent Rancher, 1909
- Two Lovers and a Lighthouse, 1910
- Where the Strange Roads Go Down, 1910
- Jill's Rhodesian Philosophy, or, The Dam Farm, 1910
- Winding Paths, 1911
- The Rhodesian, 1912
- The Great Splendour - 1912
- The Pathway, 1914
- Follow After, 1915
- Some There Are, 1916
- The Supreme Desire, 1916
- The Course of My Ship (with Foster-Melliar), 1918
- The Veldt Trail, 1919
- Far From the Limelight (and other tales), 1920
- Jill on a Ranch, 1922
- The Mysterious Strangers